# Казатомпром
Казатомпром (също Kazatomprom, на казахски: „Қазатомөнеркәсіп“) е най-голямата в света уранова компания, национален оператор на Казахстан по проучване, добив, преработка и експорт на уран и негови съединения, редки метали, ядерно гориво за атомни електрически централи, специално оборудване, технологии и материали с двойно предназначение. Пълното наименование на компанията е Акционерно дружество „Национална атомна компания „Казатомпром“» (на казахски: Қазатомөнеркәсіп ұлттық атом компаниясы акционерлік қоғамы; на английски: Kazatomprom National Atomic Company).
Активите на националната атомна компания днес включват цял комплекс от предприятия, участващи във веригата за производство на крайната продукция – от геоложко проучване, добив на уран, производство на продукти за ядрения горивен цикъл, до научни изследвания, социално осигуряване и подготовка на кадри.
Казатомпром е лидер в световната атомна промишленост и водещ производител на уран в света. Единствен акционер е държавата в лицето на Фонда за национално благосъстояние „Самрук Казъна“ (на казахски: Самрук-Қазына). Щаб квартирата се намира в Астана.

## Дъщерни и зависими компании
Компанията Казатомпром има 40 дъщерни и зависими предприятия, някои от които са: „Бетпак Дала“, „Kazatomprom-SaUran“, „Каратау“, „Орталък“, „Astana Solar“, „KazSilicon“, „Kazakhstan Solar Silicon“, „Институт за високи технологии“ и др.